# Episodi di Zack e Cody al Grand Hotel (seconda stagione)
La seconda stagione della serie televisiva Zack e Cody al Grand Hotel è andata in onda negli Stati Uniti dal 3 febbraio 2006 a 2 giugno 2007 su Disney Channel.
In Italia la stagione è stata trasmessa in prima visione dal 17 maggio 2006 al 14 giugno 2007 su Disney Channel, e successivamente in chiaro dal 4 aprile 2007 su Italia 1. 
| nº | Titolo originale                          | Titolo italiano                              | Prima TV USA      | Prima TV Italia   |
| -- | ----------------------------------------- | -------------------------------------------- | ----------------- | ----------------- |
| 1  | Odd Couples                               | Strane coppie                                | 3 febbraio 2006   | 31 maggio 2006    |
| 2  | French 101                                | In guerra e in amore                         | 10 febbraio 2006  | 17 maggio 2006    |
| 3  | Day Care                                  | L'asilo                                      | 17 febbraio 2006  | 7 giugno 2006     |
| 4  | Heck's Kitchen                            | Terremoto in cucina                          | 24 febbraio 2006  | 28 giugno 2006    |
| 5  | Free Tippy                                | Free Tippy                                   | 3 marzo 2006      | 24 maggio 2006    |
| 6  | Forever Plaid                             | Chi la fa l'aspetti                          | 20 marzo 2006     | 14 giugno 2006    |
| 7  | Election                                  | Elezioni                                     | 21 marzo 2006     | 21 giugno 2006    |
| 8  | Moseby's Big Brother                      | Il fratello maggiore di Moseby               | 22 marzo 2006     | 2 agosto 2006     |
| 9  | Books & Birdhouses                        | Legno e ingegno                              | 23 marzo 2006     | 16 agosto 2006    |
| 10 | Not So Suite 16                           | I 16 anni da ricordare                       | 24 marzo 2006     | 9 agosto 2006     |
| 11 | Twins at the Tipton                       | Gemelli al Tipton                            | 31 marzo 2006     | 23 agosto 2006    |
| 12 | Neither a Borrower nor a Speller Bee      | La gara di spelling                          | 14 aprile 2006    | 12 luglio 2006    |
| 13 | Bowling                                   | Bowling                                      | 28 aprile 2006    | 5 luglio 2006     |
| 14 | A Kept Man                                | L'amicizia non si compra                     | 19 maggio 2006    | 30 agosto 2006    |
| 15 | The Suite Smell of Excess                 | Universi paralleli                           | 2 giugno 2006     | 19 luglio 2006    |
| 16 | Going for the Gold                        | Lo sturalavandini d'oro                      | 10 giugno 2006    | 4 ottobre 2006    |
| 17 | Boston Tea Party                          | Il Boston tea party                          | 30 giugno 2006    | 30 settembre 2006 |
| 18 | Have a Nice Trip                          | Fai un buon viaggio                          | 7 luglio 2006     | 13 settembre 2006 |
| 19 | Ask Zack                                  | Chiedilo a Shirley                           | 15 luglio 2006    | 11 ottobre 2006   |
| 20 | That's So Suite Life of Hannah Montana    | Zack, Cody, Raven e Hannah Montana           | 28 luglio 2006    | 20 settembre 2006 |
| 21 | What the Hey?                             | Voglio vivere                                | 5 agosto 2006     | 6 settembre 2006  |
| 22 | A Midsummer's Nightmare                   | Incubo di una notte di mezza estate          | 11 agosto 2006    | 26 luglio 2006    |
| 23 | Lost in Translation                       | La cultura giapponese                        | 19 agosto 2006    | 30 settembre 2006 |
| 24 | Volley Dad                                | Papà al volo                                 | 8 settembre 2006  | 10 maggio 2007    |
| 25 | Loosely Ballroom                          | Lezioni di ballo                             | 22 settembre 2006 | 8 novembre 2006   |
| 26 | Scary Movie                               | Scary Movie                                  | 13 ottobre 2006   | 22 novembre 2006  |
| 27 | Ah! Wilderness!                           | I grizzly scout                              | 10 novembre 2006  | 31 dicembre 2006  |
| 28 | Birdman of Boston                         | Mamma Cody e il falchetto                    | 24 novembre 2006  | 27 settembre 2006 |
| 29 | Nurse Zack                                | Zack infermiere                              | 8 dicembre 2006   | 7 gennaio 2007    |
| 30 | Club Twin                                 | Il club dei gemelli                          | 7 gennaio 2007    | 10 gennaio 2007   |
| 31 | Risk It All                               | Rischia tutto                                | 27 gennaio 2007   | 5 aprile 2007     |
| 32 | A Nugget of History                       | Nonna Moseby                                 | 23 febbraio 2007  | 12 aprile 2007    |
| 33 | Miniature Golf                            | Minigolf, che passione                       | 2 marzo 2007      | 17 gennaio 2007   |
| 34 | Health & Fitness                          | Salute e forma fisica                        | 16 marzo 2007     | 15 novembre 2006  |
| 35 | Back in the Game                          | Un grande ritorno                            | 6 aprile 2007     | 24 maggio 2007    |
| 36 | The Suite Life Goes Hollywood, Part 1 e 2 | Zack e Cody vanno a Hollywood (1 e 2 Parte ) | 20 aprile 2007    | 14 giugno 2007    |
| 37 | The Suite Life Goes Hollywood, Part 1 e 2 | Zack e Cody vanno a Hollywood (1 e 2 Parte ) | 20 aprile 2007    | 14 giugno 2007    |
| 38 | I Want My Mummy                           | Vogliamo vedere la mummia                    | 18 maggio 2007    | 17 maggio 2007    |
| 39 | Aptitude                                  | Test attitudinali                            | 2 giugno 2007     | 7 giugno 2007     |

## Strane coppie
- Titolo originale: Odd Couples
- Diretto da:
- Scritto da:

### Trama
Cody non sopporta più il disordine che Zack crea nella loro camera e il fatto che puntualmente si rifiuti di pulire.
Così si trasferisce nella cabina armadio, proponendosi di renderlo un posto abitabile per lui e i suoi amici.
Quando però Cody si rende conto che lo spazio non è sufficiente, decide di tornare in camera sua e Carey convince Zack a far pulizie.
London conosce Trevor, un ragazzo molto carino ma al tempo stesso intelligente, e teme quindi che, se sapesse che lei è stupida, non la vorrebbe frequentare.
Maddie propone a London di portare Trevor ad un museo, mentre lei le suggerirà le cose da dire attraverso un auricolare.
Il piano viene scoperto perché Maddie e Trevor scoprono di avere divergenze politiche e, nella rabbia della discussione, si baciano appassionatamente.
- Guest star: Zac Efron (Trevor)

## In guerra e in amore
- Titolo originale: French 101
- Diretto da:
- Scritto da:

### Trama
Sia a Zack che a Cody piace la figlia dell'ambasciatore francese, Jolie, che è in vacanza al Tipton. Con diversi metodi cercheranno di battere l'altro. Intanto London subisce una rapina fuori dal Tipton e Esteban accorre in suo aiuto ma grazie a London, pratica di arti marziali, il rapinatore finirà K.O.
Esteban si sente deriso perché è stato colpito dal ladro mentre London lo ha steso e così Maddie e London chiedono ad Arwin di travestirsi da rapinatore per aggredire l'ereditiera, così che Esteban riesca a farsi valere. Ma Arwin si dimentica dell'appuntamento con le ragazze e così Esteban riesce a battere un vero rapinatore che aveva aggredito sul serio London. Cody prevale su Zack nella conquista di Jolie perché ha preso lezioni di francese dal signor Moseby e così invita in un locale la francesina. Zack lo raggiunge insieme a Bob e con delle frasi in francese che si è scritto cerca di soffiare Joli a Cody. Cody però chiede a Zack i suoi cartoncini, prendendo quelli degli insulti nonostante Zack lo avesse avvisato. Jolie offesa da Cody se ne va, ma Zack incitato dalla madre le dice la verità. Jolie finisce per baciare Zack che si infuria con il gemello. Alla fine della puntata tutti i membri del Tipton si ritrovano nel locale a ballare.

## L'asilo
- Titolo originale: Day Care
- Diretto da:
- Scritto da:

### Trama
Maddie lascia che Zack e Cody l'aiutino con i bambini dell'asilo.
London dà lezioni di yoga al signor Moseby. 
Zack aiuta Maddie mentre Cody si rifiuta. 
- Guest star: Moisés Arias (Randall)

## Terremoto in cucina
- Titolo originale: Heck's Kitchen
- Diretto da:
- Scritto da:

### Trama
Cody prende il posto di chef Paolo in cucina una sera che viene a cena un critico gastronomico.
Mr Mosbey aspettava il critico e sapeva che egli aveva dei travestimenti tra i quali un vecchio cinese con la barba, un cow boy e una donna. Zack e Cody fanno di tutto per cercarlo ma dicono a Mr Mosbey che è il cow boy (non era vero). Intanto nella cucina del ristorante dell'hotel Tipton lo chef Paolo si licenzia e al suo posto Mr Mosbey assume Cody. Cody dopo vari tentativi riesce a cucinare un bel misto mare ma alla persona sbagliata. La puntata finisce con lo chef Paolo che si riassume.

## Free Tippy
- Titolo originale: Free Tippy
- Diretto da:
- Scritto da:

### Trama
Zack e Cody provano a salvare il cavallo del Tipton Tippy dall'essere venduto. London chiede a Maddie di prestarle la spilla della bisnonna che ha un valore affettivo molto grande ma lo perde e lo cerca nella spazzatura ma non la trova. Ma Maddie la ringrazia perché era un gesto da buona amica. Un barbone gliela restituisce alla fine.

## Chi la fa l'aspetti
- Titolo originale: Forever Plaid
- Diretto da:
- Scritto da:

### Trama
London si trasferisce alla scuola di Maddie e le fa prendere una punizione; un ragazzo che stava in punizione con loro le chiude fuori dalla sala punizioni con il rischio che la suora le potesse vedere. Per evitare tutto ciò si travestono da suore finlandesi. Zack e Cody fanno un buco in un muro e Arwin li aiuta a ripararlo. Zack e Cody scoprono che la squadra di calcio femminile si trova nella stanza a fianco così i ragazzi guardando attraverso il muro spiando le ragazze che alla fine li scoprono.

## Elezioni
- Titolo originale: Election
- Diretto da:
- Scritto da:

### Trama
Zack e Cody concorrono entrambi per le elezioni scolastiche. Maddie sceglie di aiutare Cody, mentre London prende le parti di Zack e gli spiega come comprarsi i voti: facendo promesse e regalando oggetti. Cody è scoraggiato e Maddie lo convince a giocare sporco, imbrattando i manifesti della campagna del fratello. Zack decide allora di sabotare a sua volta il gemello mostrando una sua foto imbarazzante durante il discorso finale. Cody arriva poco dopo sul posto e inizia a esporre i suoi piani da presidente, ma tutti continuano solo a deriderlo per la foto. A quel punto Zack se la prende e intima a tutti di smetterla, per poi pentirsi e ritirarsi, convincendo i presenti a votare per Cody e le sue ottime idee.

## Il fratello maggiore di Moseby
- Titolo originale: Moseby's Big Brother
- Diretto da:
- Scritto da:

### Trama
Non avendo abbastanza soldi, Zack e Cody comprano una bici in due e organizzano turni per usarla; Zack, però, non li rispetta e restituisce persino la bici rotta. Cody, frustrato, si sente come se Zack non lo rispetti affatto. Anche Moseby sta avendo problemi fraterni: il suo ricco fratello maggiore, con cui non va d'accordo, viene al Tipton e ottiene lavoro in un momento di difficoltà economica. Sia Moseby che Cody trovano il coraggio di fronteggiare i rispettivi fratelli: mentre i primi finiscono in una rissa nella hall, Cody spiega a Zack come si sente e che non vuole finire come i fratelli Moseby; Zack promette che lo tratterà meglio e i due si abbracciano.
Intanto Maddie e Esteban, stufi di alcuni atteggiamenti di London, le mandano un falso oroscopo per trarne diversi vantaggi. Alla fine però la ragazza lo scopre e fa loro uno scherzo.

## Legno e ingegno
- Titolo originale: Books & Birdhouses
- Diretto da:
- Scritto da:

### Trama
London usa una storia di Maddie per un compito scolastico e questa diventa un famoso libro.
Zack segue un corso di falegnameria poiché Cody afferma che è difficile mentre per lui è facile. Cody prende una “F” mentre Zack una “A”.

## I sedici anni da ricordare
- Titolo originale: Not So Suite 16
- Diretto da:
- Scritto da:

### Trama
Maddie e London festeggiano i loro 16 anni lo stesso giorno.
Cody fa a Maddie il regalo perfetto. Zack gli chiede di farlo passare per suo, ma Cody gli dice di no e promette di aiutarlo a trovare un altro regalo. All'inizio la festa di Maddie sembra noiosa perché nessun compagno di scuola è venuto. La stessa cosa per London: sua madre e suo padre non vanno mai d'accordo, ma, alla fine, tutto si sistema.

## Gemelli al Tipton
- Titolo originale: Twins at the Tipton
- Diretto da:
- Scritto da:

### Trama
Al Tipton c'è un raduno di gemelli. Zack forza Cody a un doppio appuntamento con Janice e Jessica (Camilla e Rebecca Rosso), due gemelle inglesi identiche. Anche Maddie e London vanno a un doppio appuntamento con dei gemelli che credono dizigotici ma che sono eterozigoti e Maddie finisce all'appuntamento con il gemello brutto e imbranato che è veramente intelligente e London prende l'altro, quello bello e tonto come lei. Il gemello intelligente disgusta Maddie perché sputacchia, che intanto scopre che il gemello a lei toccato vuole solo far colpo su London, così il gemello scocciatore si becca una "rinfrescata" da parte di Maddie...

## La gara di spelling
- Titolo originale: Neither a Borrower nor a Speller Bee
- Diretto da:
- Scritto da:

### Trama
Zack vuole il forfait di Cody a una gara di spelling perché deve dei soldi a un altro concorrente. 
L'unico modo per restituire i soldi è l'abbandono di Cody. London e Maddie fanno beneficenza. Alla fine Maynard (l'altro concorrente) sbaglia parola e Zack dice a Cody di non preoccuparsi e dare la risposta giusta. Alla fine Zack e Maynard finiscono in punizione.

## Bowling
- Titolo originale: Bowling
- Diretto da:
- Scritto da:

### Trama
Zack è il miglior giocatore di bowling del team Tipton, ma viene messo in punizione e non può aiutare i suoi compagni nella gara contro il St. Mark's Hotel, così Arwin lo fa per lui.

## L'amicizia non si compra
- Titolo originale: A Kept Man
- Diretto da:
- Scritto da:

### Trama
Zack e Cody conoscono un nuovo cliente dell'hotel: Theo, un loro coetaneo notevolmente ricco che li affascina con i suoi soldi. Il ragazzino mostra fin da subito antipatia verso Cody, prendendolo in giro ed escludendolo. Zack inizialmente pensa che non sia un problema, dato che Cody deve esercitarsi per un discorso pubblico, ma lui ne resta ferito. Il giorno del discorso arriva e Zack, che deve andare ad un concerto con l'amico, chiede se prima possono passare ad ascoltare Cody perché si è reso conto di quanto per il fratello sia importante, ma Theo si rifiuta e offende Cody. A quel punto Zack si rende conto che Theo non è un vero amico, ma bensì lo stava solo sfruttando attirandolo con i soldi; mette quindi fine all'amicizia con lui e se ne va... in mutande e canottiera.
Intanto, London e Maddie devono prendersi cura di un finto bebè, sotto forma di bambola con sensori, per un compito scolastico. Maddie, stufa di occuparsi da sola della maggior parte delle mansioni genitoriali, cerca di educare London, che invece preferisce passare il tempo a comprare vestitini per il finto figlio e affidarlo alle cure di una tata improvvisata. Alla fine le due ragazze si ritroveranno esauste e, per errore, la bambola cadrà dalla finestra e si danneggerà. Nonostante tutto, però, l'insegnante capisce che le due hanno compreso perfettamente il senso del compito e si sono impegnate, ottenendo il voto più alto.

## Universi paralleli
- Titolo originale: The Suite Smell of Excess
- Diretto da:
- Scritto da:

### Trama
Dato che è in corso un temporale, Zack e Cody vanno nell'ufficio di Arwin e provano di nascosto un macchinario, che stranamente funziona mentre viene attraversato da un fulmine. Presto i fratelli scoprono di essere finiti in un universo parallelo: London è povera e intelligente, Maddie è ereditiera e tonta, Moseby per niente serio, Carey ama le cose spericolate e Esteban è una donna. Inizialmente i fratelli sono contenti di questa vita, ma dopo qualche giorno iniziano a stufarsi delle schifezze, si rendono conto che il divertimento non è tale se lo si ha sempre, e rimangono scossi quando la madre parte per un tour con l'intenzione di lasciarli soli per mesi. Approfittando di un altro temporale, i due ragazzini attivano di nuovo il macchinario e, tornati a casa, corrono ad abbracciare tutti. Quando raccontano l'accaduto, però, nessuno ci crede e alla fine i gemelli si convincono di averlo sognato.

## Lo sturalavandini d'oro
- Titolo originale: Going for Gold
- Diretto da:
- Scritto da:

### Trama
Al Tipton Hotel c'è una competizione tra alcuni dipendenti dell'hotel(Arwin): San Mark Hotel ecc.London vuole aprire un negozio, ma suo padre non vuole perché la figlia abbandona le sue idee. Nel frattempo, Arwin si allena con Zack e Cody e scopre che Carey farà da bella sturalavandini alla competizione. Il suo rivale Irv Weldone, del San Mark Hotel, bara, cercando di vincere le competizione, ma alla fine, facendo il gradasso, cade dalle scale e così Arwin, correndo al traguardo prima che si rialzi l'avversario, vince.

## Fai un buon viaggio
- Titolo originale: Have a Nice Trip
- Diretto da:
- Scritto da:

### Trama
Il Tipton viene preso di mira da una coppia di truffatori, padre e figlia. Mentre il padre simula un incidente, e minaccia Moseby di una congrua richiesta di risarcimento, ottenendo così una serie innumerevole di immeritate attenzioni, la pestilenziale ragazzina, autentico cervello del duo, imbroglia Zack, Maddie, il personale dell'albergo. I gemelli si accorgono infine del raggiro, e riescono, con l'aiuto di Maddie e di Carey, a smascherare i due. Questi se ne vanno, promettendo di incamminarsi su una nuova strada, però il lupo perde il pelo ma non il vizio...
- Nota: in questo episodio è assente London Tipton.

## Chiedilo a Shirley
- Titolo originale: Ask Zack
- Diretto da:
- Scritto da:

### Trama
Cody diventa il direttore del giornalino scolastico, e Zack gli chiede di poter entrare a far parte della redazione; quando Cody gli affida il compito di realizzare la rubrica "Chiedilo a Shirley", Zack si ritrova a dare un consiglio alla ragazza che gli piace (Darline), senza dirle che rispondeva alle sue lettere. London non riesce a dormire da diverse notti senza un valido motivo e Maddie, Moseby ed Esteban cercano di aiutarla sacrificando il loro sonno.

## Raven e Hannah Montana al Grand Hotel
- Titolo originale: That's So Suite Life of Hannah Montana
- Diretto da:
- Scritto da:

### Trama
È arrivato il compleanno della madre di Zack e Cody e loro non hanno ancora comprato un regalo. Intanto Raven, che è all'hotel, fa amicizia con Maddie, che cerca di convincere London a indossare un vestito prodotto dalla sua nuova amica. Cody avrà a che fare con una visione di Raven, dove il ragazzo viene rincorso da Arwin che stranutisce e con una campanella di sottofondo. La veggente, così, avverte tutti e due i fratelli. Cody, così, inizia a sentirsi "in pericolo", dato che si ritroverà continuamente a sentire gli starnuti e una campanella. Zack, allora, cerca di aiutarlo mettendosi nei panni del gemello alla festa della mamma, per evitare che la visione si avveri, peccato però che sarà Zack ad essere inseguito da Arwin, invertendo la visione di Raven. Alla fine arriva Hannah Montana (L'episodio è un crossover con le serie Raven e Hannah Montana ed è riunito insieme ad altri due crossover in Che vita al Grand Hotel, Hannah Montana).

## Incubo di una notte di mezza estate
- Titolo originale: A Midsummer Nightmare
- Diretto da:
- Scritto da:

### Trama
Alla scuola di Zack e Cody organizzano uno spettacolo, che finirà con un litigio a causa dell'amore. London torna da Tokyo e trasforma la hall come quella del Tipton di Tokyo secondo i principi del feng shui.  
- Guest star: Selena Gomez

## La cultura giapponese
- Titolo originale: Lost in Translation
- Diretto da:Todd J. Greenwald
- Scritto da:Todd J. Greenwald

### Trama
Al Tipton arriva una famosa cantante giapponese, per esibirsi davanti a un gruppo di ospiti dell'albergo, e fa subito amicizia con i gemelli e con Carey. I ragazzi la portano in visita fuori, ma se la perdono, sicché la sera dovranno fare loro lo spettacolo con la mamma, tutti e tre vestiti da giapponesine. Torna poi in tempo la cantante e il tutto otterrà successo. Intanto, London decide di regalare a Maddie gli abiti che non le servono più, ma le due ragazze rimangono chiuse nel guardaroba, senza avere nulla da mangiare, finché alla fine verranno liberate da Moseby...che poi rimarrà bloccato dentro.

## Papà al volo
- Titolo originale: Volley Dad
- Diretto da:
- Scritto da:

### Trama
Carey ha un nuovo spasimante che sembra avere intenzioni serie. Zack è favorevole all'idea del matrimonio, perché l'uomo è molto ricco, Cody invece no. Moseby cerca di favorire il rapporto, sperando che i gemelli traslochino, ed interviene anche il padre dei ragazzi, chiamato in soccorso da Cody. Alla fine, è Carey a rifiutare la proposta. Intanto, Maddie e London giocano con la squadra di pallavolo della Nostra Signora del Perpetuo Dolore, allenata da una terribile suora. London è disastrosa, tranne quando è arrabbiata, e allora Maddie per caricarla bacia davanti agli occhi dell'amica un ragazzo al quale London teneva...

## Lezioni di ballo
- Titolo originale: Loosely Ballroom
- Diretto da:
- Scritto da:

### Trama
Esteban vuole guadagnare un po' di soldi extra per poter fare un regalo alla sorella in occasione dei suoi quindici anni, e si mette dunque a dare lezioni di ballo, a cui si iscrivono anche Zack e Cody per avere occasione di frequentare le due belle gemelle inglesi compagne di classe. Viene indetto un concorso, che si svolgerà proprio al Tipton, per la migliore scuola di ballo, ed Esteban partecipa con alcuni degli ospiti dell'albergo in qualità di allievi. La sconfitta è vicina, anche perché Esteban viene abbandonato dalla sua abituale partner, e Carey che avrebbe dovuto prenderne il posto, in quanto migliore del gruppo, si ammala e non può partecipare alla gara. Viene però sostituita appena in tempo dall'infermiera personale di un cliente dell'hotel, la quale aveva assistito alle lezioni, ed Esteban riesce così ad aggiudicarsi l'agognato primo premio. 
- Assenti: Ashley Tisdale (Maddie Fitzpatrick)

## Scary Movie
- Titolo originale: Scary Movie
- Diretto da:
- Scritto da:

### Trama
I gemelli reclamano con la mamma per avere un po' più di libertà e responsabilità. Ottenuto il consenso alle loro pretese, ne approfittano subito per andare a vedere un film horror con le due belle gemelle inglesi compagne di scuola, intitolato "Mamma Zombie". Mentre Cody trae profitto dalla situazione, Zack rimane invece particolarmente impressionato dalla visione del film, al punto che la notte è affetto da crisi di sonnambulismo durante le quali sposta i mobili davanti alle porte delle camere dell'albergo allo scopo di... fermare gli "zombie". Nel frattempo London si finge povera per poter uscire con un ragazzo che detesta, almeno inizialmente, i ricchi. Nonostante le previsioni di Maddie, la bella ma svampita ereditiera avrà successo.

## I grizzly scout
- Titolo originale: Ah! Wilderness!
- Diretto da:
- Scritto da:

### Trama
Cody fonda il gruppo dei "Grizzly Scout", costituito da altri due compagni di scuola oltre a Zack, il quale si mostra però poco convinto della bontà dell'iniziativa. Moseby si offre per fare da capogruppo, e guida un'escursione dei ragazzi nella natura... selvaggia. Qui Zack si rivela il più efficace nel procurarsi cibo e in altri frangenti, ma una serie di difficoltà che ben presto si presentano convince tutti ad un rapido ritorno alle comodità della vita di città. Carey intanto approfitta dell'assenza dei figli per cercare di rilassarsi un po', ma viene coinvolta in una disputa amorosa tra London e Maddie a proposito di un ragazzo, sicché alla fine sarà lei a tentare di trovare uno scampolo di pace tra i boschi...

## Mamma Cody e il falchetto
- Titolo originale: Birdman of Boston
- Diretto da:
- Scritto da:

### Trama
Un falco fa il proprio nido ai piani alti del Tipton, seminando lo scompiglio tra il personale e i clienti con le sue picchiate, sicché Moseby cerca di liberarsi dell'animale. Cody lo prende invece sotto la propria protezione, arrivando al punto da covare l'uovo lasciato dall'uccello dopo che è volato via. L'uovo si schiude felicemente, e il falchetto viene lasciato andare in libertà, anche se con dispiacere... materno. Intanto Zack riprende tutto con la sua telecamera, facendo soldi con la vendita delle singolari riprese di quanto accaduto, mentre Maddie organizza una manifestazione di protesta animalista contro Moseby. Puntata senza London.
- Nota: in questo episodio è assente London Tipton.

## Zack infermiere
- Titolo originale: Nurse Zack
- Diretto da:
- Scritto da:

### Trama
Carey è colpita da un terribile raffreddore, ed infetta ben presto anche Cody. L'unico a rimanere illeso è Zack, il quale è costretto a rinunciare ai suoi consueti piani di divertimento per fare da infermiere ai due. Mentre il ragazzino affranto cerca di fare del suo meglio per esaudire le richieste assillanti dei due malati, ovviamente non riuscendo nell'intento, Moseby indice un concorso per il miglior impiegato del mese. La conseguenza è che i dipendenti cominciano a mettere in atto una serie di sabotaggi per gettare cattiva luce sui rivali. Esasperato, Moseby decide allora di conferire il premio all'unica persona che non ha combinato guai durante la settimana del concorso, e questa è proprio Carey rimasta sempre a letto...

## Il club dei gemelli
- Titolo originale: Club Twin
- Diretto da:
- Scritto da:

### Trama
I gemelli si industriano per racimolare qualche soldo durante il periodo estivo, ed a Cody viene in mente di adibire una sala del Tipton per le feste, ovviamente a pagamento, di un "Club dei Gemelli". L'iniziativa si rivela presto un fallimento, ma allora interviene Zack a rilevarla, rendendola subito un successone. Intanto London crea una propria catena di cosmetici, e li testa sull'ignara Maddie, lieta di ricevere dei prodotti gratis...

## Rischia tutto
- Titolo originale: Risk It All
- Diretto da:
- Scritto da:

### Trama
I gemelli partecipano ad una trasmissione televisiva a premi, ma quando hanno già vinto molto e Zack si dichiara stanco e pronto a lasciare, Cody rischia tutto ciò che è stato guadagnato fino a quel momento, provocando la sconfitta dei due, e la disperazione di Carey che sognava una vacanza premio alle Hawaii. Come consolazione, viene loro offerto un soggiorno presso... l'hotel Tipton di Boston! Intanto Maddie ed Esteban sono alle prese con un Moseby assai esigente sul lavoro, e la ragazza cerca di sfogarsi scrivendo una mail piena di improperi, che non ha intenzione però di spedire realmente. Passa però London, e preme il tasto "Invio", con la conseguenza che Maddie ed Esteban sono costretti ad intrufolarsi nell'ufficio del direttore nell'intento di cancellare il messaggio, obbligando London ad agire da "palo"...

## Minigolf, che passione
- Titolo originale: Miniature Golf
- Diretto da:
- Scritto da:

### Trama
Zack cerca di fare colpo su una compagna di scuola, e la porta al minigolf pensando di stupirla con la sua abilità. Rimane invece sorpreso e ferito nell'orgoglio quando l'amica si mostra assai più capace di lui. Prende allora lezioni dal maestro... Moseby, e riesce infine a trionfare sulla ragazzina, ma la relazione tra i due si incrina. Intanto London diventa socia di un club letterario frequentato dalle sue ricche amiche, e Maddie non sa frenare la propria indignazione nel constatare che le iscritte al club non leggono nessun libro, e che le relative sedute si riducono a semplice gossip.

## Un grande ritorno
- Titolo originale: Back in the Game
- Diretto da:
- Scritto da:

Guest star: Nathan Kress (Jamie)

### Trama
Zack e Cody cercano di far tornare un po' di entusiasmo per la vita a un compagno costretto purtroppo su una sedia a rotelle, ed organizzano un incontro di basket per disabili, al quale anche loro partecipano su una sedia a rotelle. Intanto Maddie deve girare un film per la scuola, e si fa aiutare da London, Esteban, etc., con risultati tragicomici. Alla fine con il suo ingegno rimedia alla situazione: monta le scene in maniera che si pensi a un film destinato a far ridere lo spettatore.